# Julio Larrondo
Julio Esteban Larrondo Yáñez (ur. 23 sierpnia 1959 w Santiago) – chilijski duchowny katolicki, biskup pomocniczy Santiago de Chile w latach 2020-2023, prałat terytorialny Illapel od 2023. 

## Życiorys
Święcenia kapłańskie otrzymał 12 września 1992 i został inkardynowany do archidiecezji Santiago de Chile. Pracował głównie jako duszpasterz parafialny, był także m.in. wychowawcą w seminarium duchownym w Santiago, dziekanem dekanatów Obispo Enrique Alvear i Alberto Hurtado, a także wikariuszem biskupim dla południowej części Santiago.

### Episkopat
26 maja 2020 papież Franciszek mianował go biskupem pomocniczym archidiecezji Santiago de Chile, ze stolicą tytularną Magarmel. Sakry biskupiej udzielił mu 26 września 2020 roku arcybiskup Celestino Aós Braco. 
12 grudnia 2023 papież Franciszek przeniósł go na urząd biskupa-prałata terytorialnego Illapel. 